# أدريان برونيل
أدريان برونيل (بالإنجليزية: Adrian Brunel)‏ (و. 1892 – 1958 م) هو ممثل، ومخرج أفلام، وكاتب سيناريو، وممثل أفلام، ومنتج أفلام، ومونتير من المملكة المتحدة، والمملكة المتحدة لبريطانيا العظمى وأيرلندا، ولد في برايتون، توفي في غررردس كراس، عن عمر يناهز 66 عاماً.

## التعليم
تعلم في مدرسة هرو
.

## وصلات خارجية
- أدريان برونيل على موقع IMDb (الإنجليزية)
- أدريان برونيل على موقع ألو سيني (الفرنسية)
- أدريان برونيل على موقع أول موفي (الإنجليزية)
- أدريان برونيل على موقع قاعدة بيانات الأفلام السويدية (السويدية)
- أدريان برونيل على موقع قاعدة بيانات الفيلم (الإنجليزية)
- أدريان برونيل على موقع كينوبويسك (الروسية)